# Nikon di Troice-Sergieva
Nikon di Troice-Sergieva (... – 17 novembre 1426) fu abate del monastero di Troice-Sergieva Lavra nonché discepolo del suo fondatore, San Sergio. È venerato come santo dalle Chiese ortodosse orientali.

## Agiografia
Dotato fin da piccolo di un forte sentimento religioso, decise di raggiungere Sergio di Radonež nel luogo ove questi praticava la propria vita ascetica per chiedere di poter unirsi a lui e diventare suo discepolo.
San Sergio tuttavia non accettò Nikon, forse a causa della sua giovane età, e lo inviò al proprio discepolo Atanasio, che in quel tempo risiedeva a Serpukhov. Da principio titubante, Atanasio, a causa delle continue insistenze del giovane, decise di ordinarlo monaco e di essere suo precettore nella vita religiosa.
Le agiografie del santo, i Servizi e la Vita compilati nella metà del XV secolo dal monaco Pachomius, narrano che da allora Nikon abbia volto l'intera sua esistenza alla preghiera, allo studio delle Sacre Scritture e all'obbedienza verso i suoi superiori tanto che questi, a causa della sua predisposizione ad obbedire a quanto gli veniva ordinato senza mai lamentarsi, lo soprannominarono "lo zelante dell'obbedienza". All'età di trent'anni fu ordinato prete e fu inviato da Atanasio da San Sergio che questa volta lo accolse nel suo seguito e lo istruì in ogni aspetto della vita monastica. Sei mesi prima della propria morte, ritirandosi dal ruolo di egumeno del nuovo monastero formatosi, San Sergio nominò Nikon come proprio successore al ruolo di guida del Lavra.
Nonostante le sue agiografie ci descrivano la sua efficace gestione del monastero, attanagliato dai mille problemi che la gestione del complesso monasteriale veniva causando, Nikon si dimise presto dalle sue funzioni, assegnandole a Saba di Storozhevsk e ritirandosi in meditazione ascetica nella propria cella. Quando tuttavia nel 1400 Saba si allontanò dal Lavra per fondare il monastero di Zvenigorod, gli altri monaci chiesero a Nikon di tornare nel ruolo di abate. Questi acconsentì ma si ritagliò nell'arco della sua giornata un tempo dedicato al silenzio e alla meditazione, lontano dai problemi di gestione di un complesso che si andava via via ingrandendo.
Quando il Khan mongolo Edigei attaccò la Russia nel 1408, Nikon pregò intensamente che il monastero fosse risparmiato dalla distruzione che questi stava spargendo con le sue orde nel territorio circostante.
Le agiografie del santo raccontano che, in risposta alle sue preghiere, comparvero a Nikon in visione San Sergio, e i defunti metropoliti Alessio e Pietro i quali gli confermarono che il monastero sarebbe stato distrutto ma che lui non avrebbe dovuto rattristarsi di ciò perché sarebbe stato ricostruito ancora più bello.
I monaci abbandonarono il monastero portando con sé reliquie e libri e, al loro ritorno trovarono tutto il complesso raso al suolo. Iniziarono allora la ricostruzione e, prima fra tutte, fu eretta una chiesa in legno dedicata a San Sergio, che fu consacrata il 25 settembre 1411.
Nikon iniziò nel 1422 la costruzione di una chiesa in pietra sopra la tomba del suo padre spirituale e, per affrescarla, chiamò i più grandi decoratori di icone della Russia, Andrej Rublëv e Daniil Chyornybegan. La chiesa, in seguito dedicata alla Santa Trinità, fu costruita anche con l'aiuto di un gruppo di monaci serbi che avevano trovato rifugio nel monastero dopo la battaglia di Kosovo Polje.
Nikon morì il 17 novembre 1426 e il suo corpo fu sepolto accanto a quello del maestro Sergio nella cattedrale da lui costruita. Fu canonizzato nel 1547 dalla Chiesa ortodossa russa.